# Włodzimierz Mazur

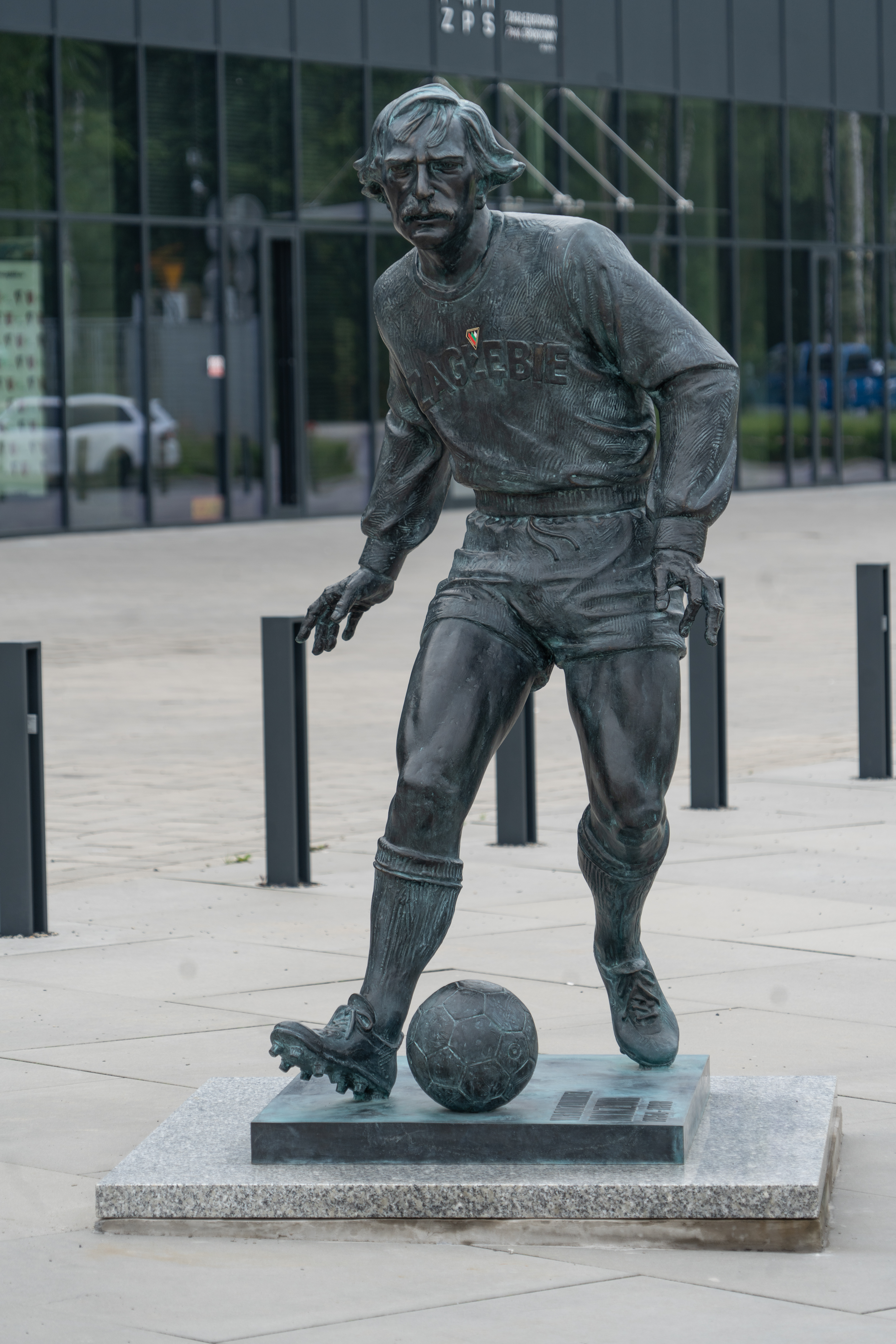
Statue von Włodzimierz Mazur im Sportpark

Włodzimierz Mazur (* 14. April 1954 in Opatów; † 1. Dezember 1988 in Sosnowiec) war ein polnischer Fußballspieler. 

## Verein
Mazur spielte von 1973 bis 1983 für Zagłębie Sosnowiec. In dieser Zeit wurde er zweimal polnischer Pokalsieger (1977 und 1978) und 1977 mit 17 Treffern Torschützenkönig der polnischen Ekstraklasa. 1983 wechselte er nach Frankreich zu Stade Rennes. Hier spielte er bis 1985. In der Saison 1985/86 spielte er nochmal kurz für Zagłębie Sosnowiec.

## Nationalmannschaft
In der polnischen Nationalmannschaft spielte Włodzimierz Mazur von 1976 bis 1982 insgesamt 23 Mal und erzielte drei Tore. Er debütierte am 31. Oktober 1976 in Warschau gegen die Zypern (5:0), sein letztes Spiel bestritt er am 10. Oktober 1982 in Lissabon gegen Portugal (1:2). 

## Persönliches
Włodzimierz Mazur brach während eines Einkaufs in einem Lebensmittelladen im Stadtteil Milowice zusammen und verlor das Bewusstsein. Er starb im Alter von 34 Jahren. Die Fußballakademie von Zagłębie Sosnowiec wurde nach ihm benannt. Auf dem Gelände des neuen Stadions wurde eine Statue aufgestellt.

## Erfolge
- Polnischer Pokalsieger (1977, 1978)
- Torschützenkönig der Ekstraklasa (1977)
- WM-Teilnahme (1978)